# Bernardo I di Berga
Bernardo I di Berga, Bernard in francese, Bernat in catalano, Bernardo in spagnolo, in portoghese e in galiziano, Bernardus in latino (1025 circa – 1050 circa), fu Conte di Berga, dal 1035, alla sua morte.

## Origine
Bernardo, secondo il Gesta Comitum Barchinonensium, era il figlio maschio primogenito del Conte di Cerdanya, di Berga, di Conflent e di Besalú, Goffredo e della sua seconda moglie, Isabella, di cui non si conoscono gli ascendenti, come confermato sia dallo Spicilegium sive collectio veterum aliquot scriptorum, Volume 3, che dalla Cronica universal del principado de Cataluña, Volumen 7.

Goffredo II di Cerdanya, sia secondo il Gesta Comitum Barchinonensium, sia secondo lo storico catalano Pròsper de Bofarull i Mascaró, nel suo Los condes de Barcelona vindicados, Tome I, era il figlio maschio secondogenito del Conte di Cerdanya, di Conflent e di Besalú, Oliba Cabreta e di Ermengarda d'Empúries (?-dopo il gennaio 995, data in cui compare citata in un documento) di cui non si conoscono gli ascendenti, come conferma il Bofarull.

La penisola iberica nella prima metà del X secolo. La marca di Spagna è vassallo del regno di Francia

## Biografia
Dopo essere rimasto vedovo, suo padre, Goffredo, verso il 1025, aveva sposato, in seconde nozze, sua madre, Isabella, di cui non si conoscono gli ascendenti, che compare citata come moglie di Goffredo in diversi documenti, e soprattutto viene ricordata nel testamento, e ancora, come seconda moglie di Goffredo, dalla Cronica universal del principado de Cataluña, Volumen 7.
Nel 1035, suo padre, Goffredo, redasse un testamento, dividendo i suoi domini tra i figli di primo e di secondo letto, si ritirò nell'Abbazia di Saint-Martin du Canigou, e abdicò; nella Cerdanya e nel Conflent gli succedette il figlio primogenito, Raimondo, mentre nella contea di Berga, gli succedette Bernardo, figlio primogenito di secondo letto; il testamento di Goffredo è riprodotto nello Spicilegium sive collectio veterum aliquot scriptorum, Volume 3; anche il Gesta Comitum Barchinonensium conferma che nella Cerdanya e nel Conflent gli succedette il figlio Raimondo e a Berga, Bernardo.
Il documento n° 93 del Diplomatari del monestir de Santa Maria de Serrateix, datato 1048, ci riporta di una donazione di Bernardo (Bernardus Guifredi...comes) al monastero in oggetto, controfirmato dal fratello, Berengario, conte di Berga e Vescovo di Gerona (Berengarius gratia Dei episcopus Gerundensis et comes Bergitanensis).
Il documento n° 96 del Diplomatari del monestir de Santa Maria de Serrateix, datato 1050, ci riporta una vendita di Bernardo (Bernardus gracia Dei comite).
Sempre secondo il Chronicon breve monasterii Canigonensis, suo padre, Goffredo morì il 31 luglio 1050, nell'Abbazia di Saint-Martin du Canigou, da lui fondata, dove fu tumulato. Goffredo prima di morire scrisse il suo epitaffio che fu scolpito sulla roccia vicino alla sua tomba; l'epitaffio si può leggere al documento n° 15 delle Histoire Générale de Languedoc, Preuves. Anche la Cronica universal del principado de Cataluña, Volumen 7, ricorda la morte di Goffredo al 31 luglio del 1049, e riporta che, nel 1332, le ossa del conte e della sua seconda moglie e madre di Bernardo, Isabella, furono traslate nella basilica superiore.
In quello stesso anno, molto probabilmente morì anche Bernardo, che, senza discendenza, come disposto dal padre, nel suo testamento, lasciò la contea di Berga al fratello, Berengario, che già lo affiancava (Berengarius gratia Dei episcopus Gerundensis et comes Bergitanensis), come conferma il documento n° 93 del Diplomatari del monestir de Santa Maria de Serrateix.

Comunque Bernardo, nel 1052, risultava già deceduto, in quanto in quella data, venivano eseguite le su disposizioni testamentarie, a cui partecipò anche il fratello, Berengario, Vescovo di Gerona e conte di Berga (Berengarius gratia Dei episcopus Gerundensis et comes Bergitanensis), come da documento n° 99 del Diplomatari del monestir de Santa Maria de Serrateix.

## Discendenza
Di Bernardo non si conosce il nome  di una eventuale moglie, né si hanno notizie di alcuna discendenza.

### Fonti primarie
- (LA)  Rerum Gallicarum et Francicarum Scriptores, Tomus IX.
- (LA)  Rerum Gallicarum et Francicarum Scriptores, Tomus XI.
- (LA)  Viage literario a las iglesias de España. Tomo 5.
- (LA)  Histoire Générale de Languedoc, Tome V, Preuves.
- (LA)  Spicilegium sive collectio veterum aliquot scriptorum, Volume 3.
- (LA)  Diplomatari i escrits literaris de l'abat i bisbe Oliba.
- (LA)  Diplomatari del monestir de Santa Maria de Serrateix Archiviato il 2 dicembre 2020 in Internet Archive..

### Letteratura storiografica
- Rafael Altamira, Il califfato occidentale, in «Storia del mondo medievale», vol. II, 1999, pp. 477–515.
- (ES)  Bofarull i Mascaró, Los condes de Barcelona vindicados, Tome I,.
- (ES)  Cronica universal del principado de Cataluña, Volumen 7.